# Zhang Cheng (calciatore)
Zhang Cheng (張誠T, 张诚S, Zhāng ChéngP; Tientsin, 28 giugno 1989) è un calciatore cinese, di ruolo difensore del Suzhou Dongwu.

## Palmarès

### Club

#### Competizioni nazionali
- Campionato cinese: 1

Jiangsu Suning: 2020